# Dorfkirche Lüdershagen (Hoppenrade)

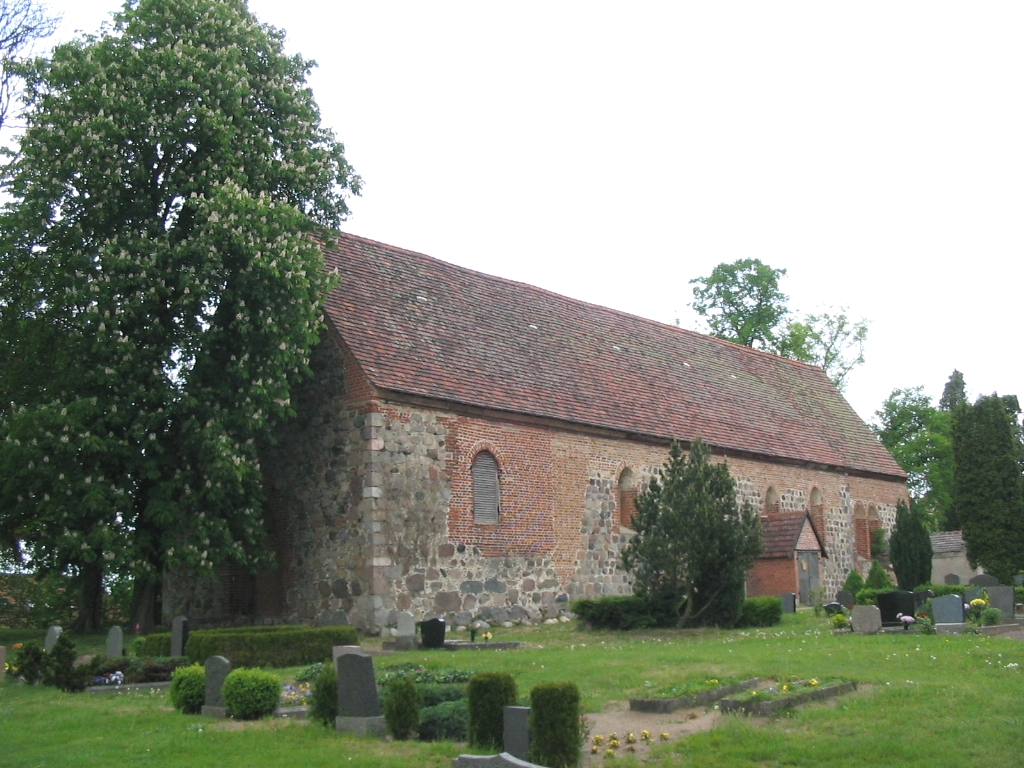
Südseite der Kirche in Lüdershagen (2007)

Die evangelische Dorfkirche Lüdershagen ist eine turmlose mittelalterliche Feldsteinkirche in Lüdershagen, einem Ortsteil von Hoppenrade im Landkreis Rostock in Mecklenburg-Vorpommern.

## Geschichte
Lüdershagen wurde 1288 erstmals urkundlich erwähnt, als Bischof Hermann von Schwerin die Stiftung eines Krankenhauses in Dobbertin bestätigt.
In der im Original mit den Siegeln des Schweriner Bischofs Hermann, des Dobbertiner Propstes Heinrich und dem Dobbertiner Konvent der Nonnen vorliegenden Urkunde ist dazu vermerkt: „Indem wir also das ehrfurchtsvolle Drängen des Propstes Heinrich von Dobbertin entgegennehmen, der gottesfürchtig erwägt, daß den Kranken mehr Nutzen und Aufmerksamkeit als den Gesunden zuzuwenden sei, und, bewogen von solchem Mitleid, ein Grundstück für ein Krankenhaus im Dorf Dobbertin einrichtete mit der Ausstattung von Gütern, die unten aufgeschrieben werden, durch Unterstützung des Pfarrers Detlev in Lüdershagen, des Ritters Detlev genannt Wackerbart und anderer, die dazu ihre milden Gaben beisteuern für den Bedarf und den Nutzen der kranken Nonnen diese Konvents.“ Als Zeugen waren am 13. Juni 1288 in Schwerin neben Detlev Wackerbart aus Lüdershagen auch der Propst Gottschalk vom Nonnenkloster Neukloster und Propst Dietrich vom Kloster Rühn zugegen.
Um 1237 hatte die 1660 ausgestorbene Adelsfamilie von Kölln (Cölln) ihren Rittersitz im heutigen Ort Kölln. Da der erste seit 1237 namentlich bekannte Heinrich de Colne auch in Lüdershagen genannt wurde, dürften die von Cölln dieses Kirchdorf zumindest mit begründet haben.
Am 25. Mai 1302 verkaufte das Kloster Dobbertin dem ehemaligen Pfarrer Detlev Wackerbart zu Lüdershagen aus den Schuldverhältnissen seines ehemaligen Propst Johann eine jährliche Hebung von 72 Hühnern aus dem Dorf Zahren bei Kuppentin. Detlev Wackerbart schenkte diese Einkünfte dem Krankenhaus, damals wohl eher noch eine Krankenstube des Klosters Dobbertin.
In den nächsten Jahrhunderten ist zu der schlichten und einfachen, aber sehr langgestreckten Feldsteinkirche mit seiner flachen Holzbalkendecke kaum etwas zu erfahren. Während des Dreißigjährigen Krieges klagten die Pastoren über laufende Kriegsdrangsale aller Art, nicht aber über den Zustand der Kirche. 1627 wurde Lüdershagen als Schäferei bezeichnet.
1663 gab es im Dorf nur noch zwei Bauern, einen Kossäten als Kleinbauer und einen Tagelöhner als Einlieger.

## Baugeschichte
Mit dem Feldsteinbau der Kirche wurde wohl noch in spätromanischer Zeit, also im frühen 13. Jahrhundert begonnen. Das beweist neben dem horizontalen Rundbogenfries am geraden Ostgiebel auch ein profiliertes Rundbogenportal aus Backsteinen. Auch die Südseite besaß ein Rundbogenportal, deren Tür heute vermauert ist. Da die Fensteröffnungen der Kirche schon leicht spitzbogige Laibungen aufweisen, könnte der Kirchenbau mit Beginn des Übergangs zur Frühgotik weitergeführt worden sein.
1836 übernahm Friedrich von Blücher das Gut und Kirchenpatronat in Lüdershagen vom Geheimen Kammerrat Karl Christoph Graf von Bassewitz.
Ab Januar 1847 erfolgte eine neugotische Umgestaltung des Kirchenraumes. Dazu hatte man die gesamte ältere Ausstattung entfernt, diese wurde in den nachfolgenden Jahren vernichtet.
Denn alle alten und zum Teil wertvolle Schnitzereien hatte man auf den Boden eines Schweinestalls in Hoppenrade gebracht, wo sie dann nach und nach vermoderten. Dabei verschwand auch eine alte Kirchenlade mit kunstvollem Schnitzwerk. Das Innere der Kirche hatte man danach unter Leitung von Josua Klockmann aus Hoppenrade mit weißer Kalkfarbe ausmalen lassen.
Im August 1889 stellte der Hoftischler Bäcker aus Güstrow die Empore für die Orgel an der Westseite im Kirchenschiff auf. Die Maurerarbeiten führte der Maurermeister Peters aus Krakow am See und die Malerarbeiten der Maler Ohde aus Güstrow aus.
Am 30. September 1889 begann Pastor Wilhelm Schulz im Altarraum der Kirche mit ersten Versuchen, die übermalten Fresken freizulegen. 1891 konnte man aus Patronatsmitteln das Kirchendach erneuern, um weitere Feuchteschäden zu vermeiden. Doch erst sieben Jahre später, am 4. Juli 1898 wurde im Chor ein Gerüst aufgebaut und die Maurer Weiher und Grienhagen kratzten die Farbe an den Gewölben im Altarraum ab. Die Großherzoglichen Beamten Balck, Fabricius und Rötger aus Güstrow berichteten am 9. November 1898 dem Großherzoglichen Finanzministerium in Schwerin: Das Ergebnis dieser Freilegung ist gewesen, dass solche Malereien sich zwar nicht an den Wänden des Chorraumes und des Schiffes und an der Holzdecke des Schiffes, wohl aber an dem einzig vorhandenen Chorgewölbe bis in die Zwickel herunter zeigen. Diese Bildreste stammen höchstwahrscheinlich aus dem 13. Jahrhundert und haben einen hohen kunstgeschichtlichen Werth, nach dem Erachten des Landbaumeisters Raspe vielleicht einen höheren, wie diejenigen in Bellin. In der gestern zu Lüdershagen gehaltenen ordentliche Pfarrkonferenz haben die in Kenntnis gesetzten Eingepfarrten noch keine Geneigtheit gezeigt, sich an den Kosten der Wiederherstellung zu beteiligen.
Gemeinsam mit dem Güstrower Landbaumeister Raspe besichtigte Schlie am 10. Dezember 1898 die Gewölbemalereien in der Kirche zu Lüdershagen. In seinem Bericht vom 11. Dezember 1898 ist zu lesen: Das Ergebnis dieser Besichtigung ist, dass wir uns verpflichtet fühlen, die Wiederherstellung dieser Malereien durch einen geübten Restaurator wie Krause – Rostock – Wismar – Waren, zu empfehlen. Auf der Konferenz der Großherzoglichen Kommission zur Erhaltung der Denkmäler am 16. Februar 1899 in Schwerin wurde durch den Archivrat Grotefund empfohlen und mit weiteren Vorschlägen angenommen, die Gewölbemalereien zu restaurieren. Anwesend waren alle mecklenburgische Experten, wie der Geh. Oberbaurat Daniel, Archivrat Grotefund, Regierungsrat Schilck, Landbaumeister Hamann und Schlie. Dass die freigelegten Malereien historisch sehr wertvoll sein mussten, zeigt auch der herzogliche Besuch des Regenten Johann Albrecht am 18. März 1899 in Lüdershagen. Um 12 Uhr erschien Johann Albrecht mit Gemahlin Prinzessin Elisabeth von Sachsen-Weimar-Eisenach (1854–1908) in Begleitung des Flügeladjutanten von Rantzau und mit Friedrich Schlie. Sie besichtigten in der Kirche die freigelegten Bilder im Gewölbe des Chors, den eingestürzten Turm und die Glocken. Vom 14. November 1899 bis zum 9. Dezember 1899 restauriert der Hofdekorationsmaler Krause zu Rostock mit zwei Gehilfen die Gemälde im Altarraum und am 20. Dezember 1899 wurde das Gerüst abgebaut.
1988 wurde das Institut für Denkmalpflege in Schwerin durch ehrenamtliche Denkmalpfleger der Gesellschaft für Denkmalpflege aus Güstrow auf Schäden an den Gewölbemalereien durch die undichten Dachflächen informiert. Doch erst nach der Wende konnten die Deckenbalken, die Dachkonstruktion und die Dachdeckung gesichert, saniert und teilweise erneuert werden.

### Äußeres

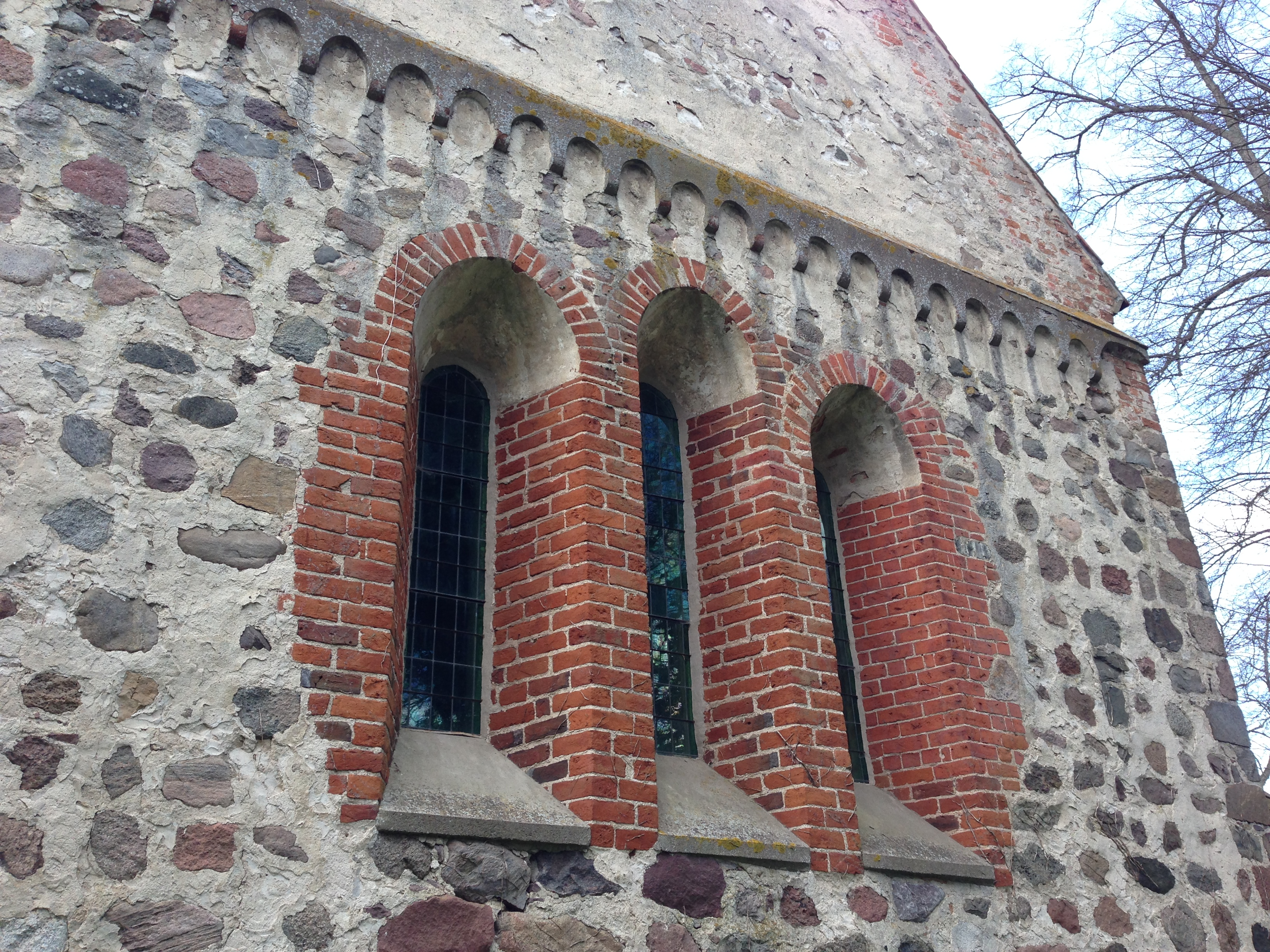
Ostgiebel mit Rundbogenfries und Dreifenstergruppe, 2014

Die Kirche ist ein übermäßig langgezogener rechteckiger Feldsteinbau mit leicht eingezogenem quadratischen Chor. An beiden Seiten des Langhauses befinden sich je vier gleichmäßig verteilte Rundbogenfenster sowie im Chor ein Doppelfenster an der Südwand und eine Dreiergruppe am Ostgiebel. Die turmlose Kirche hat ein Satteldach mit Biberschwanzdeckung.
Nach dem Einsturz des Westturmes 1776 hat man dessen Wände nur bis in die Höhe des Langhauses wieder hergestellt und das Satteldach nach Westen hin verlängert. Der Glockenstuhl befindet sich seither im Erdgeschoss hinter dem Westgiebel. An der Nord- und Südseite gibt es in der Backsteinausmauerung in Höhe der Langhausfenster eine rundbogige Schallöffnung. Das hohe, abgetreppte spitzbogige Hauptportal am Westgiebel ist vermauert worden. Durch eine einfache Seitenpforte an der Nordwand gelangt man heute zum Glockenstuhl. Das unregelmäßige Feldsteinmauerwerk am einstigen Turmbereich deutet auf eine nachträgliche Anfügung des zerstörten Turmes an das Langhaus hin.
Nach der inneren Restaurierung und dem Einbau der Emporen ab 1847 gab es auch an den Außenwänden Veränderungen. Als Zugang zur Empore an der Nordseite wurden spitzbogige Türen in die Nordwand des Langhauses eingebrochen und die rundbogige Priesterpforte zugemauert. Auch die alte Sakristei im Norden des Chores, die heute als Winterkirche dient, wurde teilweise erneuert und verändert. An der Südostecke des Chores steht ein geputzter Gruftanbau, in dem 1908 drei Särge derer von Levetzow auf Koppelow eingestellt wurden.

### Inneres
Das Innere der Kirche befindet sich, abgesehen von den Dissonanzen in der Farbgebung der verschiedenen Emporenteilen im Langhaus sowie den starken Ergänzungen an den mittelalterlichen Fresken im Chorgewölbe, in einem relativ guten Zustand. Die heutige, nach 1847 eingebrachte neugotische Holzausstattung im Kirchenschiff hebt sich optisch von den Gewölbemalereien im quadratischen Chor ab. Der um drei Stufen erhöhte Chor und der durch ein rundbogiges Portal in der seiner Nordwand zugängliche Sakristeianbau besitzen beide ein Domikalgewölbe, auch Backofengewölbe genannt, ohne Rippen und Grate. Das Langhaus und der Chor sind optisch durch einen spitzbogigen Triumphbogen getrennt.
Das geringfügig breitere, aber übermäßig in die Länge gezogene Kirchenschiff ist mit einer flachen Holzbalkendecke versehen. Seine weiß gestrichenen Seitenwände sind ohne architektonische Gliederung, eine Wölbung der Decke scheint nicht beabsichtigt gewesen zu sein. Bemerkenswert ist auch die Gestaltung der Emporenstützen aus grazilen runden Eisenstäben mit einer Art Kapitell aus gebogenen Blechnasen am oberen Abschluss.
Während der neugotischen Umgestaltung des Langhauses Mitte des 19. Jahrhunderts ist offenbar die gesamte ältere Ausstattung vernichtet worden. Neu sind das graugestrichene Gestühl mit seinen auffallenden Seitenwangen und die beiden langgezogenen Emporen an den Seitenwänden des Kirchenschiffes. Die Brüstung dieser Emporen besitzt die gleiche Verzierung wie die Wangen des Gestühls. Die Orgelempore an der Westseite wurde erst 1889 aufgestellt, zeigt aber auch neugotische Zierelemente wie Fialen oder Krabben.

#### Altar und Kanzel
Nach dem durch Pastor Friedrich Wilhelm Schleker 1811 aufgestellten Inventarbestand befand sich der damalige Altar in keinem guten Zustand, war aber von einer Gitterbrüstung von 1702 umgeben. Der Altar hatte einen fast vier Meter hohen Aufsatz mit einem Kreuzigungsrelief und Seitentafeln, welche in Malerei die zwölf Apostel sowie die Verwandten Jesu zeigten. Auf der Predella war ein gemaltes Abendmahl zu sehen und über dem Altaraufsatz befand sich noch ein über ein Meter hohes Kruzifix.
Der heutige neugotische Altar ist mit dem Bild einer Kreuzigungsdarstellung versehen.
Am 8. Mai 1702 schenkte Pastor Johannes Scheiner zu Lüdershagen mit Michael Zencker einen Schrank mit geschnitzter Inschrift: Deses Schrankwerk hat zu Gottesehren verehret H. Johannes Scheiner Pastor LUD u. Michael Zencker Anno 1702.
Frau Marie Bahlmann, geb. Jenetzky vom Hof Charlottenthal schenkte am 12. September 1881 der Kirche das Altarbild. 1882 schenkte Frau von Levetzow auf Koppelow der Kirche ein Kruzifix für den Altar.
Die Kanzel von 1702 mit Levetzow-Brömse`sches Allianzwappen wurde 1901 noch erwähnt, in deren Feldern sich die Malereien von Christus und den vier Evangelisten sowie Petrus, Paulus und Johannes dem Täufer befanden. Heute ist dieses Ausstattungsteil ebenso verschwunden, wie der hölzerne Taufstein und der Beichtstuhl von 1668 mit der Ausmalung von 1736.
Die heutige Kanzel steht an der Nordseite des Chorbogens und besitzt eine schlichte, neugotische Brüstung.

#### Orgel
Jahrhundertelang gab es in der Kirche keine Orgel. Am 20. August schenkte Karl Georg Friedrich Bahlmann vom Hof Charlottenthal der Kirche ein Harmonium. Erst 1889 wurde durch den Schweriner Orgelbaumeister Friedrich Friese III eine Brüstungsorgel (I/AP/6) gefertigt und mit seinem Gehilfen Heideck vom 30. Oktober bis 4. November 1889 auf der westlichen Orgelempore aufgestellt. Der Spieltisch steht auf der südlichen Empore.
Die Revision nahm am 18. November 1889 der Wismarer Musikdirektor Massmann vor und die Orgelweihe erfolgte am 19. November 1889 durch den dortigen Pastor Wilhelm Schulz.
Für Rüstungszwecke des Ersten Weltkrieges wurden 1917 die Prospektpfeifen aus Zinn ausgebaut. Erst im Juni 1926 konnte der Schweriner Orgelbauer Marcus Runge neue Orgelpfeifen einbauen.
Bei einer notwendigen Reinigung hatte 1979 der Plauer Orgelbaumeister Wolfgang Nußbücker auch die verloren gegangene Octave 2 ersetzt.

#### Gewölbemalereien
Wertvollster Schmuck im Kirchenraum sind die figürlichen Fresken im Chorgewölbe um 1300. Der Lüdershagener Pastor Wilhelm Schulz legte schon am 30. September 1889 erste Teile frei und datierte die Ausführung der Malereien auf 1268, was Schlie in seinem Bericht von 6. Dezember 1898 an die Großherzogliche Kommission zur Erhaltung der Denkmäler als etwas kühn bezeichnet, da das Dorf Lüdershagen zu dieser Zeit urkundlich noch nicht erwähnt wurde.
Ursprünglich waren es offenbar sehr qualitätsvolle Malereien, doch durch die Restaurierung verunklärt. Einflüsse der niedersächsischen und westfälischen Wandmalereien, wie in der Hohnekirche zu Soest und in der Kirche zu Methler sind unverkennbar.
An der Ostseite thront Christus als Weltenrichter in der Mandorla, umgeben von den Symbolen der vier Evangelisten Mensch, Löwe, Stier und Adler. Seitlich flankieren ihn je drei Heiligenfiguren, jetzt ohne Attribute. Auf der Westseite ein Seraphim in Adorantenstellung. Links unter der Majestas Domini die thronende Madonna mit dem Kind zwischen einem männlichen und einer weiblichen Heiligen. Diese wurden im Aufdeckungsprotokoll nicht erwähnt. Auf der Westseite über dem Chorbogen ist eine Engelsgestalt mit vier Flügeln zu sehen.
Vom 4. Juli 1898 bis zum 20. Dezember 1899 erfolgte unter Erneuerung der Farbigkeit und starker Ergänzung der Konturen und der Binnenzeichnung eine Restaurierung. Dabei wurden die beiden Heiligen der Mandorla durch Attribute zu Petrus und Paulus gemacht.
Die Restaurierung nahm der Rostocker Hofdekorationsmaler Krause vor. Aus dieser Zeit sind sicherlich auch die gemalten Backsteineinrahmungen von Türen und Fenstern sowie die graue Malerei von Vorhängen in der unteren Wandzone des Altarraumes.

#### Grabstein
Der Grabstein mit der Relieffigur des verstorbenen Hans von Cölln auf Groß Grabow steht seit 15. Juli 1930 an der nördlichen Chorseite in der Kirche zu Lüdershagen. Vorher war er an der äußeren Südfassade der Kirche eingemauert.
1515 geboren, nahm Hans von Cölln 1550 an der Belagerung von Magdeburg teil und starb am 17. März 1580 in Groß Grabow. Auf der Grabplatte ist ein geharnischter Ritter in Lebensgröße mit gefalteten Händen, rechts neben sich ein Schwert, links den Helm, zu sehen. Unter dem Ritter befindet sich das Wappen derer von Cölln mit den Buchstaben H. V. K. Die nur zum Teil noch lesbare Schrift lautet: Anno 1580 DEN 17 MAR IS DE EDLE ERENFESTE HANS V KOLLEN G ... GNEDICH SI ... SIN LEVENT . GEENDICH VN GEFRI.

#### Glocken
Im Westturm hingen zwei Glocken. Die kleinere, 1463 gegossene Bronzeglocke hatte die Inschrift: + o + rex. glorie + xpe + ve[n]i + cu[m] + pace + (O König der Ehre, Christus, komm mit Frieden). Dann folgt eine Girlande von Weinranken, ein Blatt und eine Traube abwechselnd. Diese Verzierung findet man auch am unteren Rand.
Die zweite Glocke war jünger, mit folgender Inschrift in großen lateinischen Buchstaben: GODT IM HIMMEL UND VP ERDEN ICH HETE IN MINEM NAMEN MICH GETE. ICH BIN DER ANFANCK VND ENDE STEIDT ALLENS IN MINEN HENDEN. ROM. 8. IS GODT MIDT VNS WOL KAN WEDER VNS CHRISTOFFER V KOLLEN ADAMS SOHON 1607 IS PASTOR GEWESET H. ADAM PVLLOW.
Darunter steht das herzoglich mecklenburgische Wappen mit Umschrift C. H. (Wappen) Z. M. Am unteren Rand steht: VORSTEHENDER HANS KIESER FOS GEHEL HEIDENRICK DER KOSTER HINRICH TESMER vor und nach diesen Worten ein dicker Kranz, in dessen Mitte steht: JOCHIM PVLON wahrscheinlich der Name des Gießers.
Als im Oktober 1776 der Turm einstürzte, müssen beide Glocken zersprungen sein. In dem danach mit einem Satteldach überbauten Rest des Turmes befindet sich heute noch eine Glocke.
Am 12. Juni 1894 wurden die beiden alten zersprungenen Glocken durch den Bauern Garnatz aus Kirch Rosin von Lüdershagen zur Bahn nach Hoppenrade und von dort weiter nach Wismar gebracht. Dort wurden beide Glocken vom Hofglockengießer C. Oberg umgegossen. Am 19. Juli 1894 kamen zwei neue Glocken mit der Bahn nach Hoppenrade und wurden durch Garnatz nach Lüdershagen gefahren. Die neue große Glocke hatte die Inschrift: EHRE SEI GOTT IN DER HÖHE, die kleine Glocke KOMMT, ES IST ALLES BEREIT! dazu der Name des Pastors Schulz. Am 9. August 1894 nahm der Güstrower Landesbaumeister Raspe beide neuen Glocken ab. Am 19. August 1894 erfolgte die Abnahme durch den Pastor Schulz.

### Friedhof
Auf dem gepflegten Friedhof befindet sich auf der Südseite nahe dem Chor eine Grabplatte des Königlich dänischen Kammerherrn Henning Friedrich Graf von Bassewitz, der am 21. Juni 1754 in Paris geboren wurde und am 24. Dezember 1829 in Lüdershagen verstorben ist.

## Heutige Kirchengemeinde
Die Evangelisch-Lutherische Kirchengemeinde Reinshagen umfasst die Ortsteile Gremmelin, Groß Grabow, Hoppenrade, Klein Grabow, Kölln, Lüdershagen mit Kirche, Nienhagen, Reinshagen mit Kirche, Schwiggerow, Striggow und Vietgest.
Die Kirchengemeinde Reinshagen gehört zur Propstei Rostock im Kirchenkreis Mecklenburg der Evangelisch-Lutherischen Kirche in Norddeutschland (Nordkirche).

## Pastoren
Namen und Jahreszahlen bezeichnen die nachweisbare Erwähnung.
- 1288–1302 Detlev Wackerbart[23][24]
- 1516–1534 Nicolaus Trebbow
- 1534–1541 Johann Chelecampianus (Gehlsfeld), ein gelehrter frommer gottesfürchtiger Prediger,[25] auch Pastor in Groß Grabow.
- 1588–1590 Clausing
- 1590–1612 Adam Pullow[26]
- 1622–1644 Christian Suderow, ging danach nach Danzig.
- 1644–1647 Erich Tiemendorf, auch Pastor in Groß Grabow.
- 1647–1654 Balthasar Hüttenberger aus Naumburg, auch Pastor in Lübsee.
- 1655–1660 Johannes Häger aus Neustadt in Holstein, auch Pastor in Groß Grabow.
- 1661–1669 Samuel Lütkemann, vorher elf Jahre in Berendshagen.[27]
- 1669–1695 Johann Curtum (Kortüm) aus Lübsee.
- 1695–1739 Johann Scheiner (Scheinert), auch Pastor in Groß Grabow.
- 1739–1759 Johann Daniel Eichner, auch Pastor in Groß Grabow.
- 1760–1778 Johann Friedrich Curtius. 1766 brannte das Pfarrhaus ab, alle Pfarrakten vernichtet.
- 1779–1807 Dietrich Andreas Gottvertrau Sickel, auch Pastor in Lübsee.
- 1808–1834 Friedrich Wilhelm Peter Schlecker, auch Pastor in Lübsee.
- 1835–1880 Alexander Ernst Friedrich Koch, auch Pastor in Lübsee.
- 1881–1915 Wilhelm Georg Johannes Schulz, ging nach Schwerin.
- 1915–1922 Wilhelm Heinrich Martin Lübbert, vorher Hilfsprediger in Ziegendorf.
- erwähnt 1922 Otto August Kröger, kam aus Dieskau bei Halle.
- 1954–1971 Joseph Alexander Siegfried Müller.[28]
- 2002 aktuell Friederike Jaeger

### Gedruckte Quellen
- Mecklenburgisches Urkundenbuch (MUB)
- Mecklenburgische Jahrbücher (MJB)

### Ungedruckte Quellen
- Landeshauptarchiv Schwerin (LHAS)
  - LHAS 5.12-3/1 Mecklenburg-Schwerinsches Ministerium des Innern. Nr. 5175/1 Landgemeinde Hoppenrade, Kölln und Lüdershagen 1921–1950. Nr. 24427 Kirchsteig zwischen Lüdershagen und Hoppenrade 1906–1908.
- Landeskirchliches Archiv Schwerin (LKAS)
  - LKAS, OKR Specialia, Abt. 3. Lüdershagen, Nr. 001 Kirchen- und Schulsteige in der Parochie 1877–1929. Nr. 036 Bauten und Reparaturen in der Kirche und auf der Pfarre zu Lüdershagen 1825–1949. Nr. 038 Bauten und Reparaturen an der Kirche zu Lüdershagen 1775–1822.
  - Pfarrarchiv Lüdershagen, Geschichte der Gemeinde, Verbindungen zwischen Lübsee, Reinshagen und Lüdershagen 1766–1839, 1974.
  - Kirchenbuch von Lüdershagen (Abschrift, unveröffentlicht)
  - Bauzeichnungen und Pläne kirchlicher Gebäude, Nr. 001 Lüdershagen Grabkapelle 1883. Nr. 002 Lüdershagen Kirche, Ansicht, Grundriss M 1:400, 1931.
- Landesamt für Kultur und Denkmalpflege Mecklenburg-Vorpommern (LAKD)
  - Abt. Landesdenkmalpflege, Archiv, Akte Kirche Lüdershagen mit Bericht vom Geh. Hofrat Friedrich Schlie zum Kirchenbesuch mit dem Landbaumeister Raspe am 10. Dezember 1898 in Lüdershagen.